# ヘパロサン-N-硫酸グルクロン酸-5-エピメラーゼ
ヘパロサン-N-硫酸グルクロン酸-5-エピメラーゼ(Heparosan-N-sulfate-glucuronate 5-epimerase、EC 5.1.3.17)は、以下の化学反応を触媒する酵素である。
ヘパロサン-N-硫酸-D-グルクロン酸{\displaystyle \rightleftharpoons }ヘパロサン-N-硫酸-L-イズロン酸
系統名は、ポリ((1->4)-β-D-グルクロノシル-(1->4)-N-スルホ-α-D-グルコサミニル) グルクロノ-5-エピメラーゼ(poly((1->4)-beta-D-glucuronosyl-(1->4)-N-sulfo-alpha-D-glucosaminyl) glucurono-5-epimerase)である。
この酵素は、ヘパリン前駆体の硫酸グルコサミン単位に結合するD-グルクロノシル残基に作用する。